# Dynasty Warriors 3
Dynasty Warriors 3 (真・三國無双2 Chân Tam Quốc vô song 2, Shin Sangokumusō 2 tại Nhật Bản) là một game hack and slash (chặt chém) do hãng Omega Force (ω-force) phát triển và Koei phát hành năm 2001. Đây là phần thứ ba trong dòng Dynasty Warriors ở Bắc Mỹ và là phần thứ hai trong dòng Shin Sangokumusou tại Nhật Bản. Vốn được coi là một spin-off từ trò Tam Quốc diễn nghĩa và dựa trên tác phẩm cùng tên của La Quán Trung. Nó chứa đựng một số yếu tố hư cấu và phi hư cấu mà Tam Quốc chí lấy bối cảnh từ cùng một thời đại trong lịch sử Trung Quốc nhưng sau những sự kiện chính của một phần câu chuyện đó nhằm mục đích thống nhất Trung Quốc dưới sự cai trị duy nhất của một nước.
Dynasty Warriors 3 còn là phiên bản đầu tiên trong dòng game giới thiệu mục chơi hai người và nhiều cải tiến khác so với Dynasty Warriors 2. Game bổ sung thêm các màn chơi, nhân vật, vũ khí, chiêu thức và âm nhạc cung cấp một kinh nghiệm hoàn toàn mới cho fan hâm mộ đã từng chơi Dynasty Warriors 2 trước đây. Engine lối chơi và engine đồ họa cũng đã được cập nhật, cung cấp môi trường chất lượng cao, kết cấu và đồ họa tổng thể chung. Chỉ có một bản mở rộng được phát hành cho game là Dynasty Warriors 3: Xtreme Legends và được coi là phần đầu tiên trong loạt Xtreme Legends.

## Lối chơi
Trong Dynasty Warriors 3 người chơi hóa thân vào vai một viên tướng cố gắng tả xung hữu đột đánh bại tướng địch. Người chơi trải qua các màn sẽ tìm mọi cách đánh bại binh lính và tướng tá của đối phương trong khi cố giữ mạng sống của tướng phe mình. Cũng như hàng trăm binh sĩ trong từng màn, có những màn cụ thể để hoàn thành sự kiện có thể giúp quân đội của người chơi và nâng cao tinh thần của họ. Khi sĩ khí của quân mình tăng cao có nghĩa là binh lính đồng minh sẽ tấn công thường xuyên hơn và sẽ có nhiều khả năng để tiếp tục những đòn tấn công phối hợp của họ. Để làm được điều này, các sĩ quan và chỉ huy đều có những năng lực siêu phàm có khả năng tiêu diệt hàng trăm lính địch ở mỗi màn.
Mục chơi chính của game gồm có phần chơi Musou và phần chơi cốt truyện của dòng Dynasty Warriors. Mỗi nhân vật chơi được trong ba nước đều có phần Musou riêng của mình bao gồm một số màn chơi tương tự như các sự kiện diễn ra trong Tam Quốc diễn nghĩa. Mục chơi Musou dành cho từng nhân vật là một câu chuyện tuyến tính mà người dùng không thể thay đổi tiến trình của câu chuyện. Sự phát triển câu chuyện dành cho Tào Tháo, Lưu Bị và Tôn Kiên cùng đám tướng lĩnh trong nước của mình đều có mối quan hệ gần gũi nhất với cốt truyện của Tam Quốc diễn nghĩa. Ban đầu game chỉ có 9 nhân vật và muốn mở khóa số nhân vật mới thì phải thực hiện các sự kiện đặc biệt trong trận đánh hay chỉ đơn giản là gặp họ trong trận chiến. Mỗi nhân vật đều có loại vũ khí độc đáo của riêng mình có thể được nâng cấp và cho phép tối đa là 4 cấp độ của vũ khí. Khi thu được cấp độ tiếp theo của vũ khí, sức mạnh của nó lớn hơn so với mức dưới nó và thêm vào một đòn tấn công bổ sung cho số lượng tối đa đòn tấn công của người chơi.
Các vật phẩm cũng được che giấu trong suốt màn chơi và còn có thể nhặt được bằng cách đánh bại tướng tá địch. Có ba loại vật phẩm trong game là vật phẩm thường, vật phẩm màu đỏ và các loại vũ khí có thể được trang bị trước khi bắt đầu màn chơi và giúp gia tăng chỉ số của người chơi. Vật phẩm màu đỏ là những món đồ chuyên dụng gây ra một hiệu ứng đặc biệt, chẳng hạn như có sẵn ngựa cưỡi vào đầu màn chơi hay cho người chơi khả năng bắn tên lửa. Dynasty Warriors 3 còn kèm thêm yếu tố nhập vai giúp người chơi tăng các chỉ số tấn công, phòng thủ, thanh máu hoặc thanh Musou của nhân vật. Điều này có thể đạt được bằng cách đánh bại tướng tá và đội trưởng giữ cổng thành của địch sẽ làm rơi các vật phẩm giúp tăng các chỉ số nói trên. Dù chẳng cần thiết đi thu thập các món đồ này nhưng nó lại khá hữu ích cho người chơi về những màn sau này khi quân địch ngày càng mạnh lên.
Trong mục chơi hai người (khá mới mẻ đối với phần ba) cho phép người chơi có thể một chọi một đang lúc đánh nhau tay đôi hay chơi cộng tác trong bất kỳ màn nào. Màn hình được chia theo chiều ngang với người chơi thứ nhất ở bên trên và người thứ hai ở bên dưới. Trong phần chơi đối kháng chỉ số của nhân vật đều bị giảm xuống mặc định để cho trận đấu được công bằng, dựa nhiều hơn vào kỹ năng của người chơi chứ không phải là người sở hữu nhân vật mạnh hơn. Trong phần chơi cộng tác nhân vật được giữ lại thông số đã lưu, chẳng có sự thay đổi nào về màn chơi và người chơi có được khả năng thực hiện một phiên bản đòn tấn công Musou mạnh hơn (Special Attack). Nếu người chơi triển khai đòn tấn công Musou cùng một lúc trong phạm vi của người chơi khác thì chiêu thức sẽ có nguyên tố sét và gây thêm thiệt hại cho kẻ thù chỉ trong một chiêu.

## Cốt truyện

### Bối cảnh
Dynasty Warriors 3 lấy bối cảnh trên khắp đất nước Trung Quốc cổ đại vào thời kỳ Tam Quốc. Trò chơi bắt đầu với sự sụp đổ của triều đại nhà Hán ngay sau cái chết của Hán Linh Đế khi lãnh đạo giặc Khăn Vàng là Trương Giác (còn là người sáng lập đạo Thái Bình) đã cầm đầu một cuộc nổi loạn chống lại triều đình.
Game có một sự pha trộn mạnh mẽ giữa yếu tố thực tế và hư cấu từ lịch sử Trung Quốc và thường thổi phồng nhân vật và tính cách của họ, ví dụ như Lã Bố được miêu tả là một võ tướng bất khả chiến bại nhưng lại hữu dũng vô mưu và tính tình tàn bạo kỳ quái. Hầu hết các sự kiện và màn chơi được cho là đã xảy ra vào thời Tam Quốc. Ba nước chính trong thời đại này gồm Ngụy, Thục, Ngô sẽ tìm cách diệt trừ hai nước kia ngõ hầu thống nhất thiên hạ dưới sự thống trị của mình. Mặc dù câu chuyện trong Dynasty Warriors không phải là hoàn hảo theo đúng nghĩa vì các sự kiện lịch sử không chính xác, do được nhà sản xuất thay đổi để làm cho game thêm phần dễ chơi và ít lặp đi lặp lại. Ví dụ, một số nhân vật trong trò chơi chết trong khung thời gian mà game thiết lập, nhưng họ vẫn xuất hiện trong các màn sau. Trò chơi có môi trường đặc trưng của Trung Quốc cổ đại và các vật phẩm khác nhau xuất hiện trong thời kỳ này như Tiên tửu và Điểm sấm.

### Màn chơi
Nhiều màn chơi tái tạo những trận chiến nổi tiếng xuất hiện theo thứ tự lịch sử hoặc từ cuốn tiểu thuyết Tam Quốc diễn nghĩa trong khi các sáng tác nguyên bản đã trở thành phổ biến hơn với các phiên bản mới.
| Năm | Màn                                                |
| --- | -------------------------------------------------- |
| 184 | Khởi nghĩa Khăn Vàng (Yellow Turban Rebellion)     |
| 191 | Trận Hổ Lao Quan (Battle of Hu Lao Gate)           |
| 191 | Đột kích Lưu Biểu (A Surprise Attack on Liu Biao)  |
| 197 | Trận Uyển Thành (Battle of Wan Castle)             |
| 197 | Tiến công đất Ngô (Assault on the Wu Territory)    |
| 200 | Trận Quan Độ (Battle of Guan Du)                   |
| 200 | Quan Vũ trốn thoát (Guan Yu's Escape)              |
| 208 | Trận Trường Bản (Battle of Chang Ban)              |
| 208 | Trận Xích Bích (Battle of Chi Bi)                  |
| 211 | Trận Đồng Quan (Battle of Tong Gate)               |
| 214 | Tiến đánh Thành Đô (Assault on Cheng Du)           |
| 215 | Trận Hợp Phì (Battle of He Fei)                    |
| 219 | Trận chiến núi Định Quân (Battle of Mt. Ding Jun)  |
| 219 | Trận Phàn Thành (Battle of Fan Castle)             |
| 222 | Trận Di Lăng (Battle of Yi Ling)                   |
| 225 | Chiến dịch Nam Man (The Nanman Campaign)           |
| 228 | Trận Nhai Đình (Battle of Jie Ting)                |
| 228 | Trận Thạch Đình (Battle of You Ting)               |
| 234 | Trận Hợp Phì (Battle of He Fei Castle)             |
| 234 | Trận Ngũ Nguyên Trượng (Battle of Wu Zhang Plains) |

### Nhân vật
* Để chỉ những nhân vật mới trong dòng game
| Thục (Shu)                  | Ngụy (Wei)                | Ngô (Wu)                           | Khác (Other)             |
| --------------------------- | ------------------------- | ---------------------------------- | ------------------------ |
| Quan Vũ (Guan Yu)           | Tào Tháo (Cao Cao)        | Đại Kiều* (Da Qiao*)               | Điêu Thuyền (Diao Chan)  |
| Hoàng Trung (Huang Zhong)   | Điển Vi (Dian Wei)        | Cam Ninh (Gan Ning)                | Đổng Trác (Dong Zhuo)    |
| Khương Duy (Jiang Wei)      | Tư Mã Ý (Sima Yi)         | Hoàng Cái* (Huang Gai*)            | Phục Hy* (Fu Xi*)        |
| Lưu Bị (Liu Bei)            | Hạ Hầu Đôn (Xiahou Dun)   | Lã Mông (Lu Meng)                  | Lã Bố (Lu Bu)            |
| Mã Siêu (Ma Chao)           | Hạ Hầu Uyên (Xiahou Yuan) | Lục Tốn (Lu Xun)                   | Mạnh Hoạch* (Meng Huo*)  |
| Bàng Thống* (Pang Tong*)    | Từ Hoảng* (Xu Huang*)     | Tôn Sách* (Sun Ce)                 | Nữ Oa* (Nu Wa*)          |
| Ngụy Diên* (Wei Yan*)       | Hứa Chử (Xu Zhu)          | Tôn Kiên (Sun Jian)                | Viên Thiệu (Yuan Shao)   |
| Trương Phi (Zhang Fei)      | Trương Cáp* (Zhang He*)   | Tôn Quyền (Sun Quan)               | Trương Giác (Zhang Jiao) |
| Triệu Vân (Zhao Yun)        | Trương Liêu (Zhang Liao)  | Tôn Thượng Hương (Sun Shang Xiang) | Chúc Dung* (Zhu Rong*)   |
| Gia Cát Lượng (Zhuge Liang) | Chân Thị* (Zhen Ji*)      | Thái Sử Từ (Taishi Ci)             |                          |
|                             |                           | Tiểu Kiều* (Xiao Qiao*)            |                          |
|                             |                           | Chu Du (Zhou Yu)                   |                          |

Các nhân vật trong Dynasty Warriors 3 được dựa trên số nhân vật thật và nửa hư cấu từ Tam Quốc diễn nghĩa và thời kỳ đó, mà cá tính và đặc điểm của một số nhân vật thường bị phóng đại và một số vẫn theo đúng khuôn mẫu của nguyên tác. Phụ nữ của thời kỳ này không tham gia vào bất kỳ trận đánh nào ngoại trừ một số nhân vật nữ trong game (Điêu Thuyền, Tiểu Kiều, Đại Kiều, Chân Thị, Tôn Thượng Hương, Chúc Dung, Nữ Oa). Chúc Dung và Nữ Oa là hai trường hợp ngoại lệ vì Chúc Dung được cho là nữ nhân duy nhất xông pha tên đạn trong thời đại này và nhân vật Nữ Oa chỉ mang tính hư cấu vì dựa trên thần thoại Trung Quốc cổ đại.

## Đón nhận
Dynasty Warriors 3 được fan hâm mộ mong đợi khá cao sau khi phát hành được công bố vì nhiều tính năng và cải tiến mới của phần cuối cùng trong dòng game. Rồi thì game phải chịu sự đón nhận từ tích cực tới trung bình ngay khi phát hành; Game Rankings và Metacritic chấm cho game số điểm 77.33% và 78/100 cho phiên bản PlayStation 2, và 76.01% và 70/100 cho phiên bản Xbox.
Chỉ trong vòng bốn tháng, hơn 1 triệu bản Dynasty Warriors 3 đã được bán ra ở Bắc Mỹ và Nhật Bản kết hợp và biến nó thành tựa game đầu tiên của Koei vượt qua mốc doanh thu một triệu trên một hệ máy duy nhất và trở thành phiên bản bạch kim. Không chỉ có vậy, nó đứng đầu các bảng xếp hạng doanh số bán hàng trong năm tuần liên tiếp và theo Famitsu thì trò chơi còn được xếp hạng game bán chạy nhất thứ chín năm 2001.
Dynasty Warriors 3 vẫn còn giữ lại một số tính năng xấu có từ các phiên bản trước đó như sương mù và các diễn viên lồng tiếng Anh chất lượng thấp. Dù giọng lồng tiếng Anh hơi tệ (dù ọ giành được sự sùng bái của đám fan hâm mộ của dòng game) người chơi có thể lựa chọn bật tiếng Nhật và nó được coi là có chất lượng cao hơn nhiều. IGN mạnh mẽ chỉ trích phiên bản Xbox qua phần âm thanh, âm nhạc và lồng tiếng. Dù có một số điểm tích cực trải suốt bài đánh giá chấm số điểm 6.8/10 và người viết nhận xét thấy nó có tiềm năng để trở thành một tựa game rất tốt.
Famitsu cho phiên bản PS2 số điểm 34/40. Chi Kong Lui của GameCritics.com nhìn vào những sai sót về âm thanh và đồ họa và tập trung nhiều hơn vào lối chơi và bối cảnh nên cho số điểm cao là 9/10. Ông đã đưa ra lời khen ngợi cao về cách mà game dựa vào câu chuyện gốc của Tam Quốc diễn nghĩa và thậm chí còn nói rằng "Mọi phục trang của các mô hình 3D đều đáng tin cậy về mặt dân tộc và trông đẹp mắt lạ thường" trong khi một số bài đánh giá như của IGN thì lại mô tả chất lượng đồ họa trông đơn giản và nhòe nhẹt. Điều đáng chú ý ở chỗ là IGN đánh giá dựa trên phiên bản PS2 có nhiều sương mù và sụt giảm tốc độ khung hình (đặc biệt là ở phần chơi nhiều người) khi so sánh với phiên bản Xbox. Ngày 6 tháng 3 năm 2003, Dynasty Warriors 3 nhận được giải thưởng "Best Overall Game Animation" (diễn hoạt game tổng thể tốt nhất) của Tạp chí Animation.

## Mở rộng

### Dynasty Warriors 3: Xtreme Legends
Dynasty Warriors 3: Xtreme Legends (真・三國無双2 猛将伝 (Shin Sangokumusou 2 Moushouden) tại Nhật Bản) là bản Xtreme Legends đầu tiên do Koei phát hành và Omega Force phát triển. Bản mở rộng cho Dynasty Warriors 3 được phát hành vào ngày 11 tháng 1 năm 2003 tại Mỹ.
Xtreme Legends thêm vào một vài tính năng mới cho Dynasty Warriors 3, bao gồm các vật phẩm và khả năng mới để tùy biến đầy đủ vệ binh. Xtreme Legends còn gồm chế độ Musou cho các nhân vật NPC không thuộc bất cứ phe nào trong ba nước Ngụy, Thục, Ngô (Điêu Thuyền, Lã Bố, Trương Liêu, Đổng Trác, Viên Thiệu, Chúc Dung và Mạnh Hoạch). Xtreme Legends cũng cho phép người chơi sở hữu thứ vũ khí cấp năm cho mỗi nhân vật và bổ sung thêm hai mức độ khó mới: Beginner và Expert.
Dynasty Warriors 3: Xtreme Legends chỉ có thể thêm vào bản gốc để người chơi nạp vào PS2, sau đó đẩy nó và nạp đĩa gốc của game khi được nhắc nhở bằng cách sử dụng tùy chọn "Load Original". Nếu chơi một mình, Dynasty Warriors 3: Xtreme Legends chỉ có kịch bản của riêng nó và chế độ Musou. Tuy nhiên nó có thể sao chép dữ liệu từ một tập tin Dynasty Warriors 3 đã lưu trước đó vào thẻ nhớ nhưng buộc phải có dữ liệu Dynasty Warriors 3 trước khi tạo dữ liệu save Dynasty Warriors 3: Xtreme Legends.
Xtreme Legends nhận được sự đón nhận trung bình sau khi phát hành, như Game Rankings đã chấm cho game số điểm 71,34%, trong khi Metacritic chấm 72/100 điểm. Famitsu thì cho số điểm 33/40.